# Heudreville-en-Lieuvin
Heudreville-en-Lieuvin ist eine französische Gemeinde mit 115 Einwohnern (Stand: 1. Januar 2022) im Département Eure in der Region Normandie (vor 2016 Haute-Normandie). Sie gehört zum Arrondissement Bernay und zum Kanton Beuzeville. Die Einwohner werden Heudrevillais genannt.

## Geografie
Heudreville-en-Lieuvin liegt etwa 15 Kilometer nordwestlich von Bernay in der Landschaft Lieuvin. Umgeben wird Heudreville-en-Lieuvin von den Nachbargemeinden Noards im Norden, Épreville-en-Lieuvin im Nordosten und Osten, Le Favril im Südosten und Süden, Saint-Aubin-de-Scellon im Süden und Südwesten sowie Fresne-Cauverville im Westen und Nordwesten.

## Bevölkerungsentwicklung
| Jahr                       | 1962 | 1968 | 1975 | 1982 | 1990 | 1999 | 2006 | 2013 | 2020 |
| Einwohner                  | 177  | 154  | 122  | 117  | 108  | 106  | 104  | 103  | 110  |
| Quellen: Cassini und INSEE |      |      |      |      |      |      |      |      |      |

## Sehenswürdigkeiten

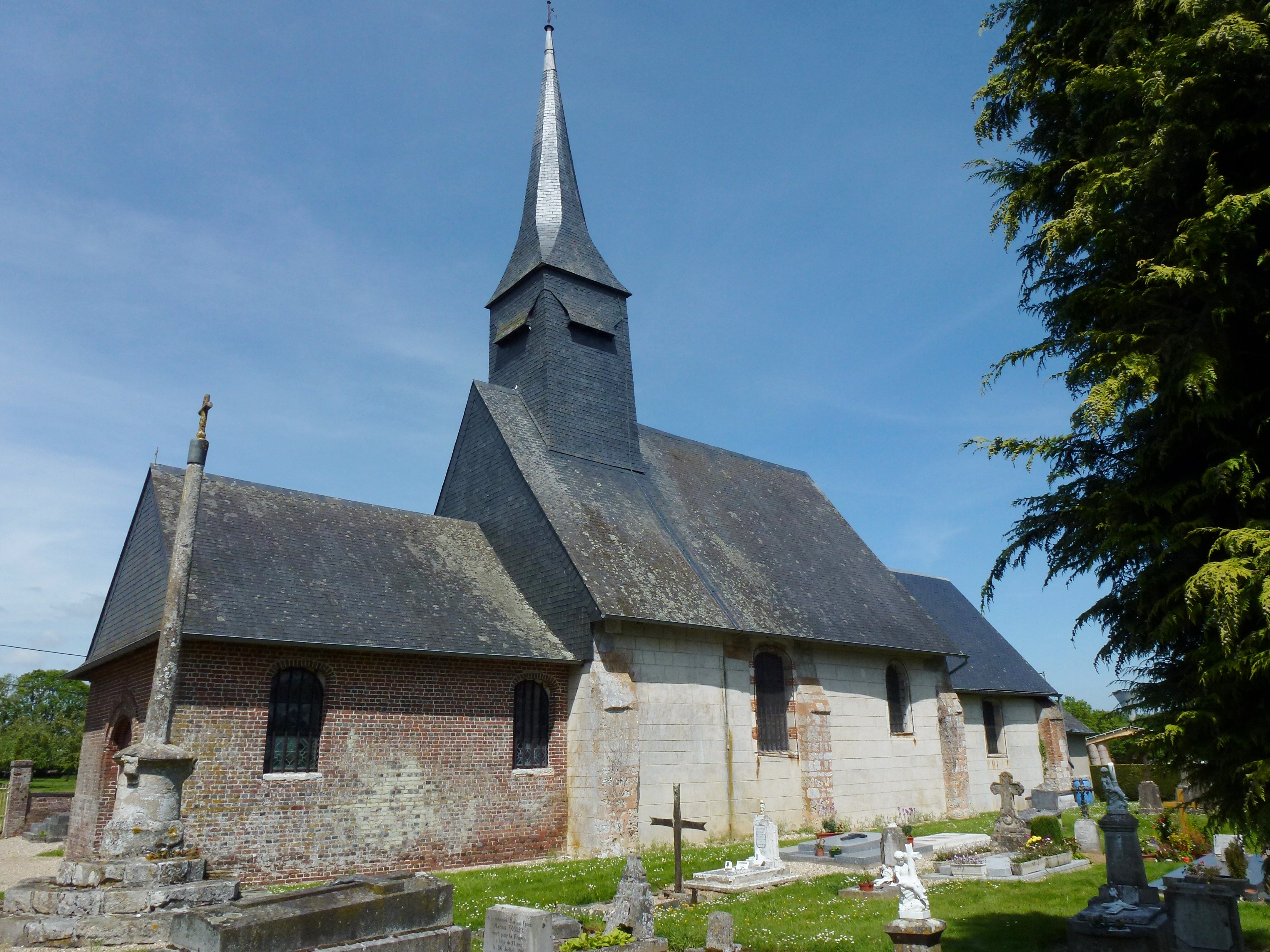
Kirche Saint-Pierre

- Kirche Saint-Pierre